# Frisksjön, Östergötland
Frisksjön är en sjö i Söderköpings kommun i Östergötland och ingår i Söderköpingsån-Vindåns kustområde. Sjön har en area på 0,167 kvadratkilometer och ligger 8,1 meter över havet.

## Delavrinningsområde
Frisksjön ingår i det delavrinningsområde (646725-156283) som SMHI kallar för Rinner till Finnfjärden. Medelhöjden är 9 meter över havet och ytan är 3,51 kvadratkilometer. Det finns inga avrinningsområden uppströms utan avrinningsområdet är högsta punkten. Avrinningsområdets utflöde mynnar i havet, utan att ha någon enskild mynningsplats.